# 점령과 자유 투쟁 박물관

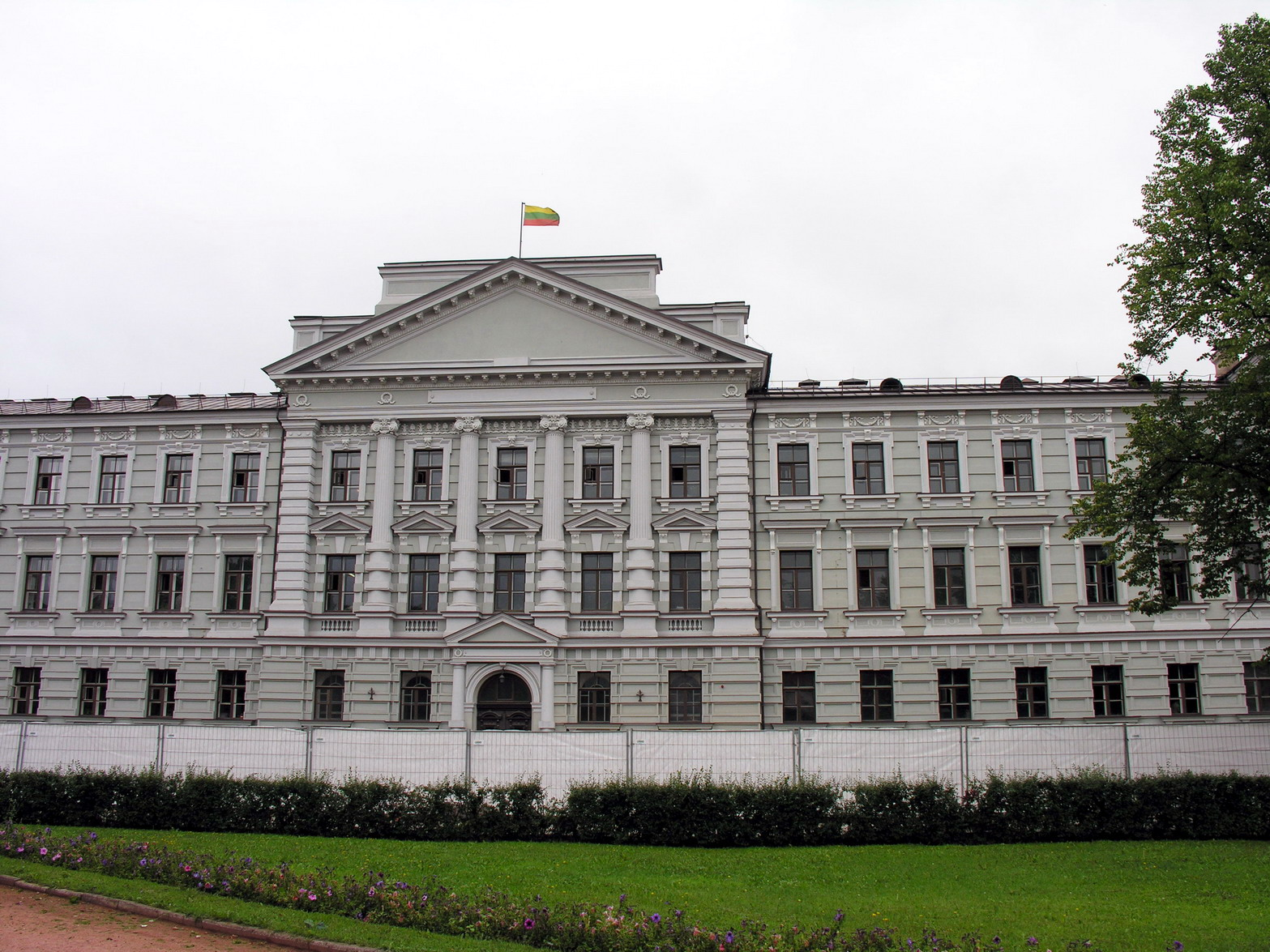
박물관이 있는 옛 국가보안위원회 건물

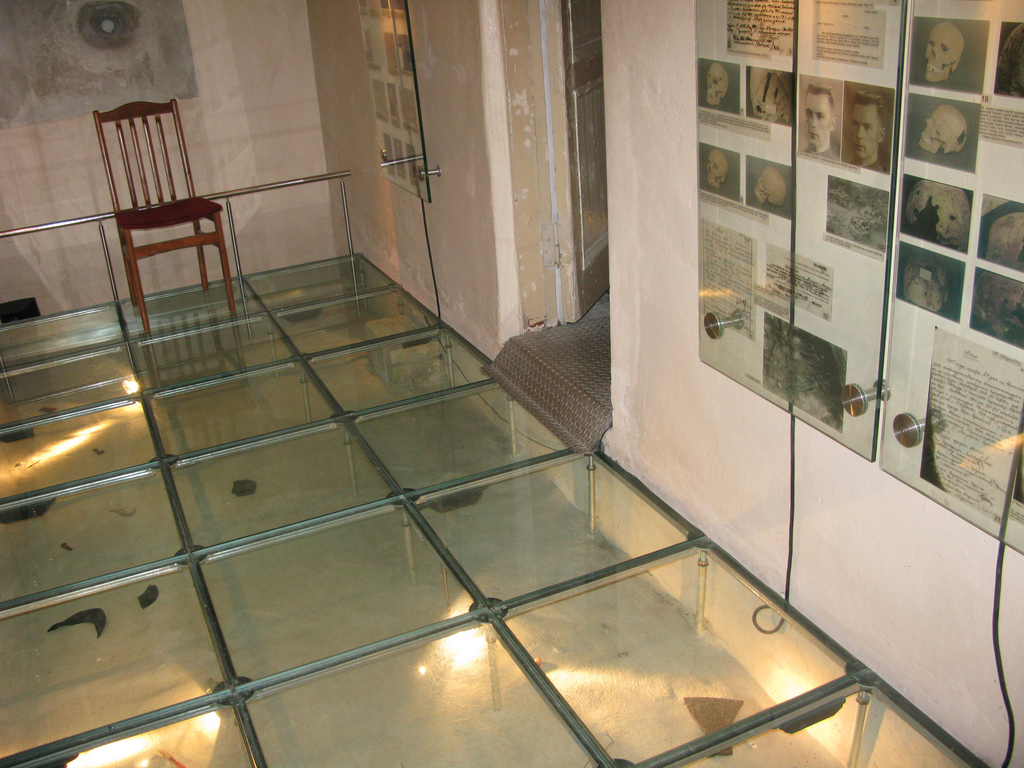
죄수들이 살해당하고 나중에 빌뉴스 외곽의 집단 무덤에 묻혔던 처형실. 이 집단 무덤에서 발견된 물건들은 현재 방의 유리 바닥 아래에 있는 진열장 안에 전시되어 있다.

점령과 자유 투쟁 박물관(리투아니아어: Okupacijų ir laisvės kovų muziejus)은 빌뉴스에 있으며, 소련의 리투아니아 점령 50년 기간 동안의 유물과 기록을 보여주는 데 헌정되었다.

## 개요
이 박물관은 1992년에 문화교육부 장관과 리투아니아 정치범 및 망명자 연합 회장의 명령으로 설립되었다. 1997년에는 리투아니아 집단학살 및 저항 연구 센터로 이전되었다. 박물관은 루키슈케스 광장 건너편의 옛 국가보안위원회 본부에 위치하고 있으며 비공식적으로는 국가보안위원회 박물관으로 불린다.
박물관은 주로 소련의 리투아니아 점령 50년 동안 일어난 사건들, 반소련 리투아니아 파르티잔, 그리고 이 기간 동안 발생한 체포, 강제 이주, 그리고 처형 희생자들과 관련된 문서를 수집하고 전시하는 데 전념하고 있다. 2018년 이전에는 박물관이 집단학살 희생자 박물관으로 알려져 있었는데, 이는 집단학살 및 저항 연구 센터에서 사용하는 집단학살에 대한 확장된 정의를 반영한 것이다. 이 정의는 소련 점령군에 대한 리투아니아의 집단학살 유죄 판결에서 유럽인권법원에 의해 받아들여졌다.
이러한 사건들이 소수의 역사학자들에 의해서만 집단학살로 간주되지만, 보편적으로 집단학살로 간주되는 리투아니아의 홀로코스트에 할당된 공간은 극히 일부에 불과하다. 2018년에는 국제적인 비판을 받은 후 박물관의 명칭이 점령 및 자유 투쟁 박물관으로 변경되었다.

## 건물의 역사

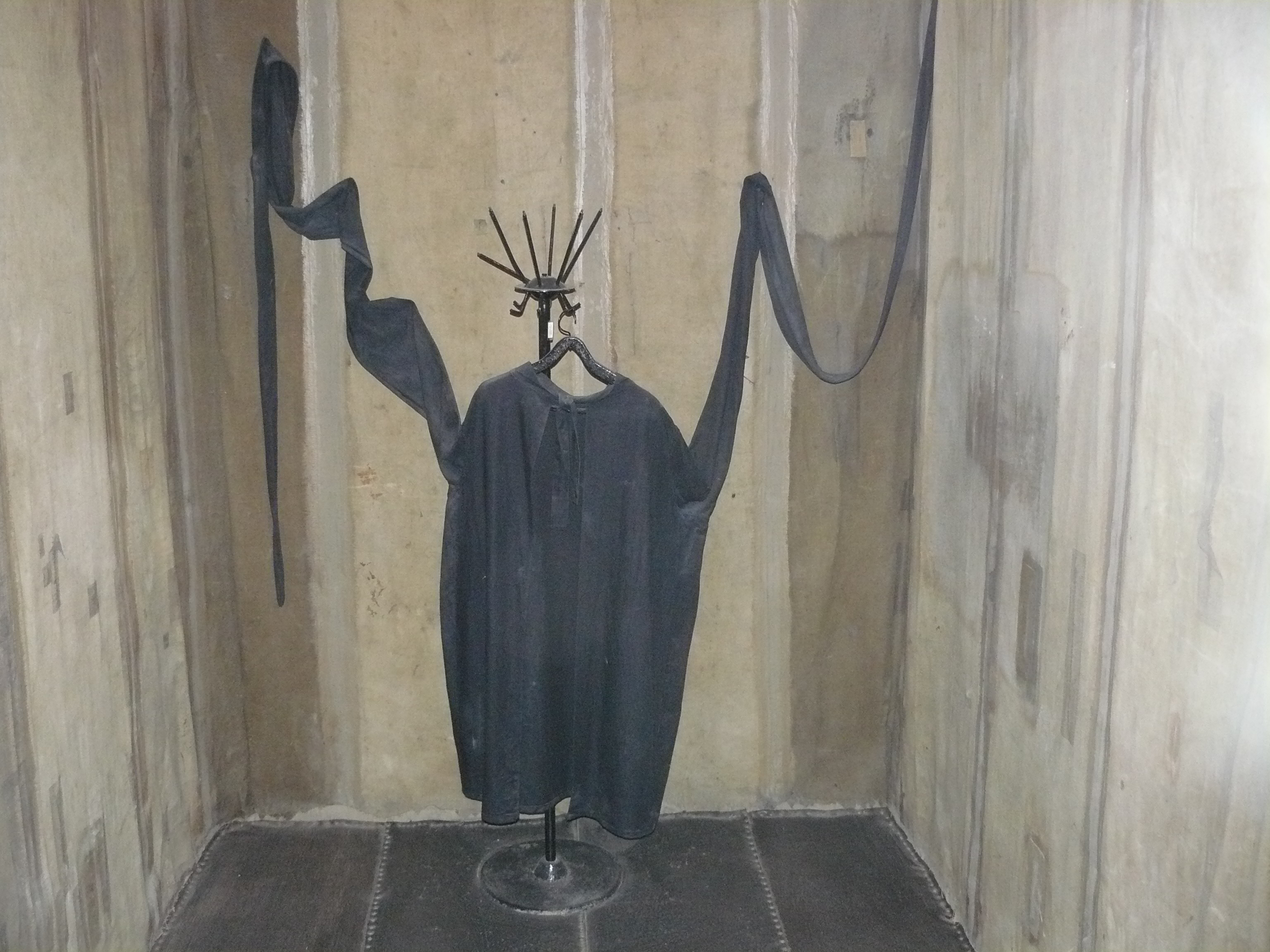
정신적으로 불안정하다고 선언된 죄수들의 격리를 위한 덧대진 벽과 강압복이 있는 독방

19세기 동안 리투아니아는 러시아 제국의 일부였다. 1890년에 완공된 이 건물은 원래 빌나현 법원으로 사용되었다. 독일 제국은 제1차 세계 대전 중 리투아니아를 점령했을 때 이 건물을 사용했다. 독립이 선언된 후, 이 건물은 새로 창설된 리투아니아 군의 징집 센터와 빌뉴스 사령관의 본부로 사용되었다. 리투아니아 독립 전쟁 동안 도시는 잠시 볼셰비키에게 점령되었고, 이 건물은 코미사리아트와 혁명 재판소로 사용되었다. 1920년 젤리고프스키 반란 이후 빌뉴스와 그 주변 지역은 폴란드에 의해 점령되었고, 이 건물은 빌노 보이보드십 (1923-1939)의 사법 법원으로 사용되었다.
리투아니아는 1940년에 소련의 침공을 받았고, 최후통첩에 따라 소련 사회주의 공화국이 되었다. 대규모 체포와 강제 이주가 이어졌고, 건물의 지하실은 감옥이 되었다. 1941년에 나치 독일이 리투아니아를 침공했으며, 그 후 이 건물은 게슈타포 본부로 사용되었다. 이 시대의 감옥 벽에 새겨진 비문들이 여전히 남아 있다. 소련은 1944년에 리투아니아를 재점령했으며, 그 이후 1991년에 독립이 재건될 때까지 이 건물은 국가보안위원회에 의해 사무실, 감옥, 심문 센터로 사용되었다. 1944년부터 1960년대 초까지 지하실에서 1,000명 이상의 죄수들이 처형되었으며, 약 3분의 1은 점령에 저항했다는 이유였다. 박물관장인 라무네 드리아우치우나이테는 이 감옥이 고문을 위해 설계되었다고 언급했다. 침대 없는 독방과 평면도에 주방으로 표시된 처형실을 지적했다. 소련군은 떠날 때 바닥을 콘크리트로 덮었다. 대부분의 시신은 투스쿨레나이 영지에 묻혔는데, 이곳은 재건축되어 현재 박물관의 분관으로 사용되고 있다.
박물관 외에도 이 건물은 현재 법원과 리투아니아 특수 기록 보관소의 보관소로 사용된다.

## 소장품

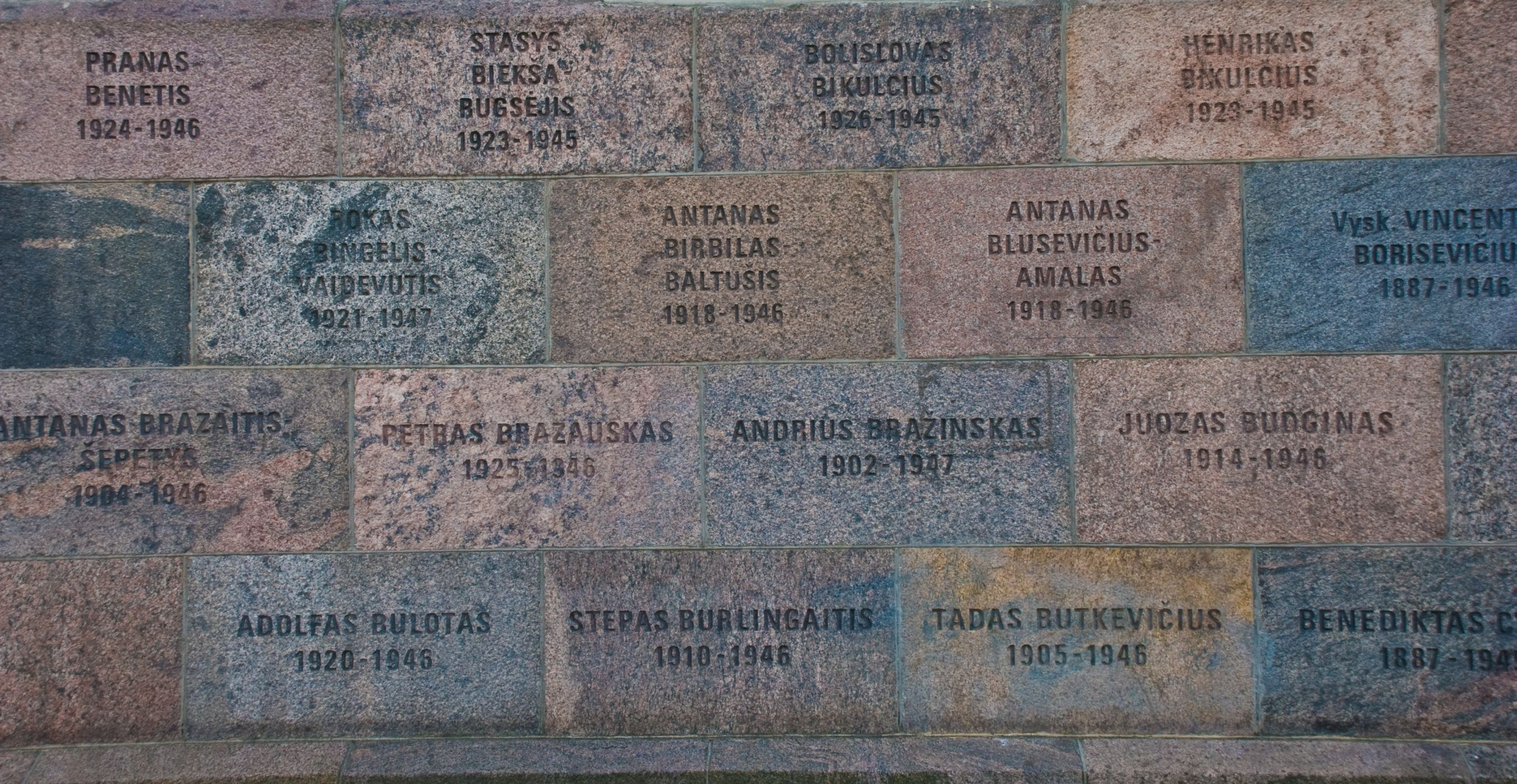
박물관 외벽, 내부에 살해된 사람들의 이름이 새겨져 있다

비폭력 저항의 측면은 다양한 서적, 지하 출판물, 문서, 사진으로 표현되어 있다. 숲의 형제들의 무장 저항에 대한 소장품에는 파르티잔의 문서와 사진이 포함되어 있다. 강제 이주, 체포, 처형 희생자들에게 헌정된 섹션에는 사진, 문서, 개인 소지품이 소장되어 있으며, 이 소장품은 박물관을 자료 보존의 최적의 수단으로 보는 대중의 기부로 계속 확장되고 있다.

## 논란
2011년까지 집단학살 희생자 박물관에는 리투아니아의 홀로코스트에 대한 전시가 없었으며, 이는 리투아니아에서 독일보다 절대적 및 상대적으로 더 많은 유대인이 살해되었고, 소수의 역사학자만이 리투아니아인에 대한 소련의 탄압을 집단학살로 믿었음에도 불구하고 그러했다. 국제적인 비판에 대응하기 위해 2011년에 리투아니아의 홀로코스트를 묘사하는 작은 전시가 추가되었다.
2018년 4월, 뉴욕 타임스에 실린 로드 노르란드(Rod Nordland)의 기사에서 데이비드 카츠가 이 박물관을 "21세기 버전의 홀로코스트 부정"이라고 말한 것을 인용한 후, 박물관은 이름을 점령 및 자유 투쟁 박물관으로 변경했다. 타임 매거진에 따르면, 이 박물관은 "거의 전적으로 비유대인 리투아니아인의 살해에 초점을 맞추는 반면, 홀로코스트 가해자들은 자국이 소련 점령에 맞서 싸운 투쟁의 희생자로 찬양된다."

## 같이 보기
- 이중 집단학살 이론